# Tel Be'er Ševa
Tel Be'er Ševa je izraelský národní park, který se nachází při soutoku Nachal Chevron a Nachal Beer Ševa, západně od města Be'er Ševa.

## Historie
Počátek osídlení místa spadá do období chalkolitu (4. tisíciletí př. n. l.). První biblický zmínka o Be'er Ševě se nachází v knize Genesis – Gn 21, 31 (Kral, ČEP) v příběhu o Abrahámovi. Vykopávky v lokalitě objevily opevněné město, které zde stálo od období soudců až po zničení Jeruzaléma Babyloňany (586 př. n. l.). Město je často užíváno k vymezení oblasti Izraele: „od Danu k Be'er Ševě“, např. Sd 20, 1–3 (Kral, ČEP).
Po babylonském zajetí bylo město záhy osídleno a stalo se součástí Idumey. V lokalitě byly rovněž objeveny zbytky z období helénismu, z doby Heroda Velikého a z doby římské nadvlády. Be'er Ševa byla osídlena také v byzantském a křižáckém období, avšak bylo zničeno a zničené zůstalo až do roku 1880, kdy přišli Turkové a začali s obnovou města. Na počátku 20. století bylo město opět centrem oblasti Negevu. Roku 1917 dobyli Be'er Ševu Britové. Během válka za nezávislost roku 1948 padlo město do rukou Egyptu, avšak 21. října 1948 jej dobyla brigáda „Negev“ Palmachu a 8. brigáda izraelské armády.
Město bylo na krátký čas opuštěno, ale již roku 1949 začali přicházet židovští přistěhovalci, kteří začali budovat novou Be'er Ševu. Samotný Tel Be'er Ševa byl o půlstoletí později, roku 2005, zapsán na seznam světové dědictví UNESCO.

## Fotogalerie

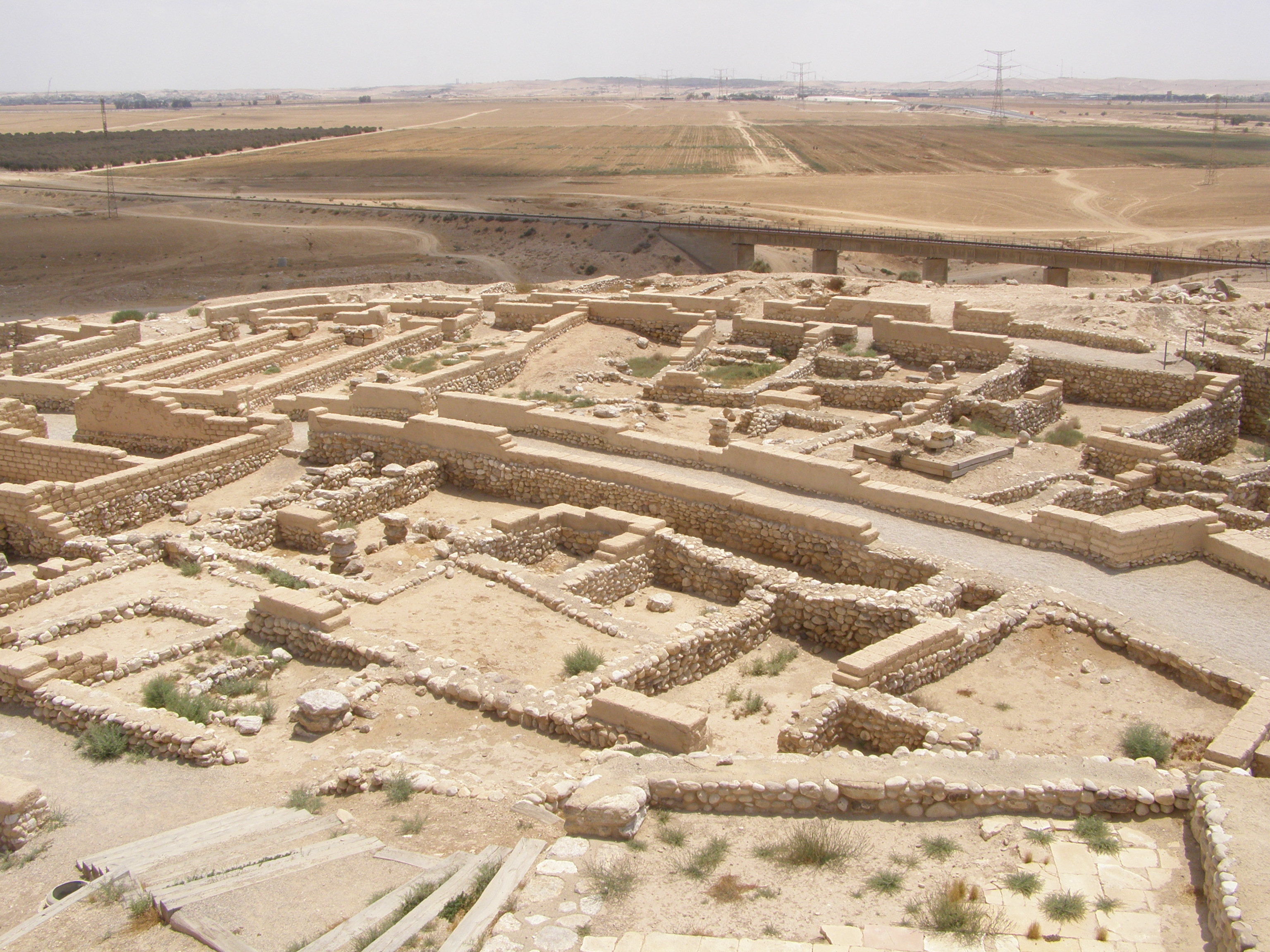
Zbytky starověkých budov
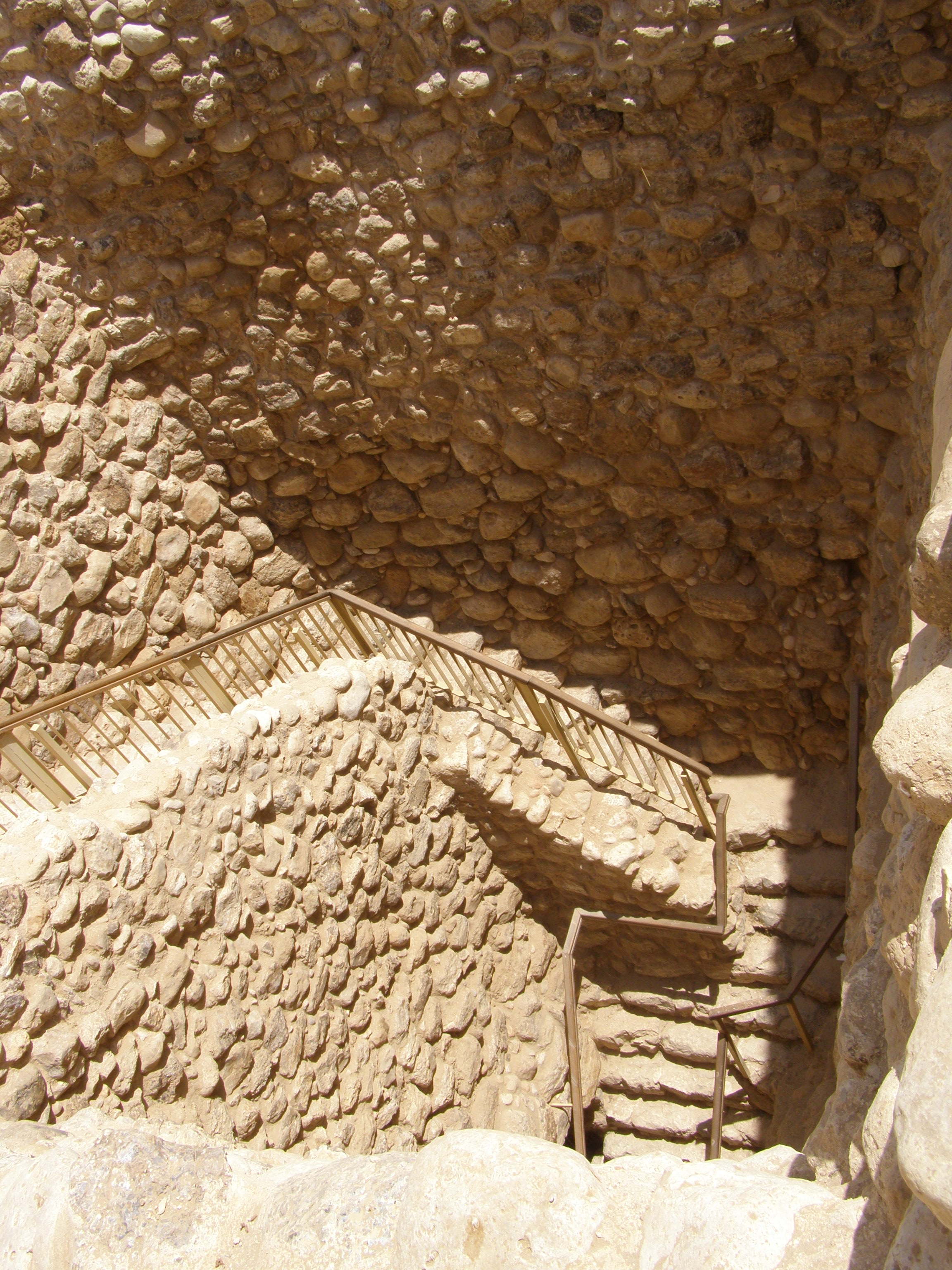
Vstup do vodního systému
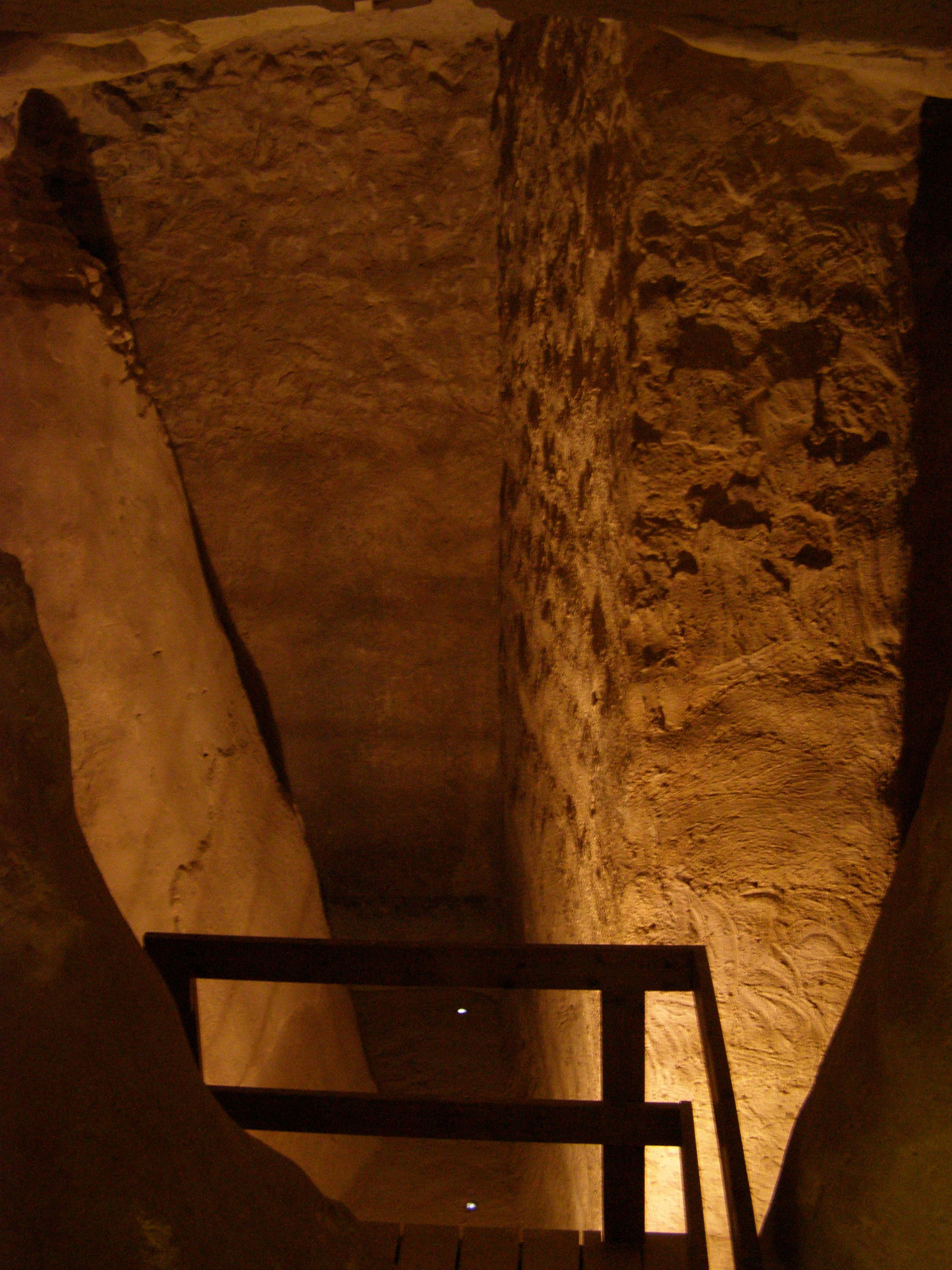
Vodní systém
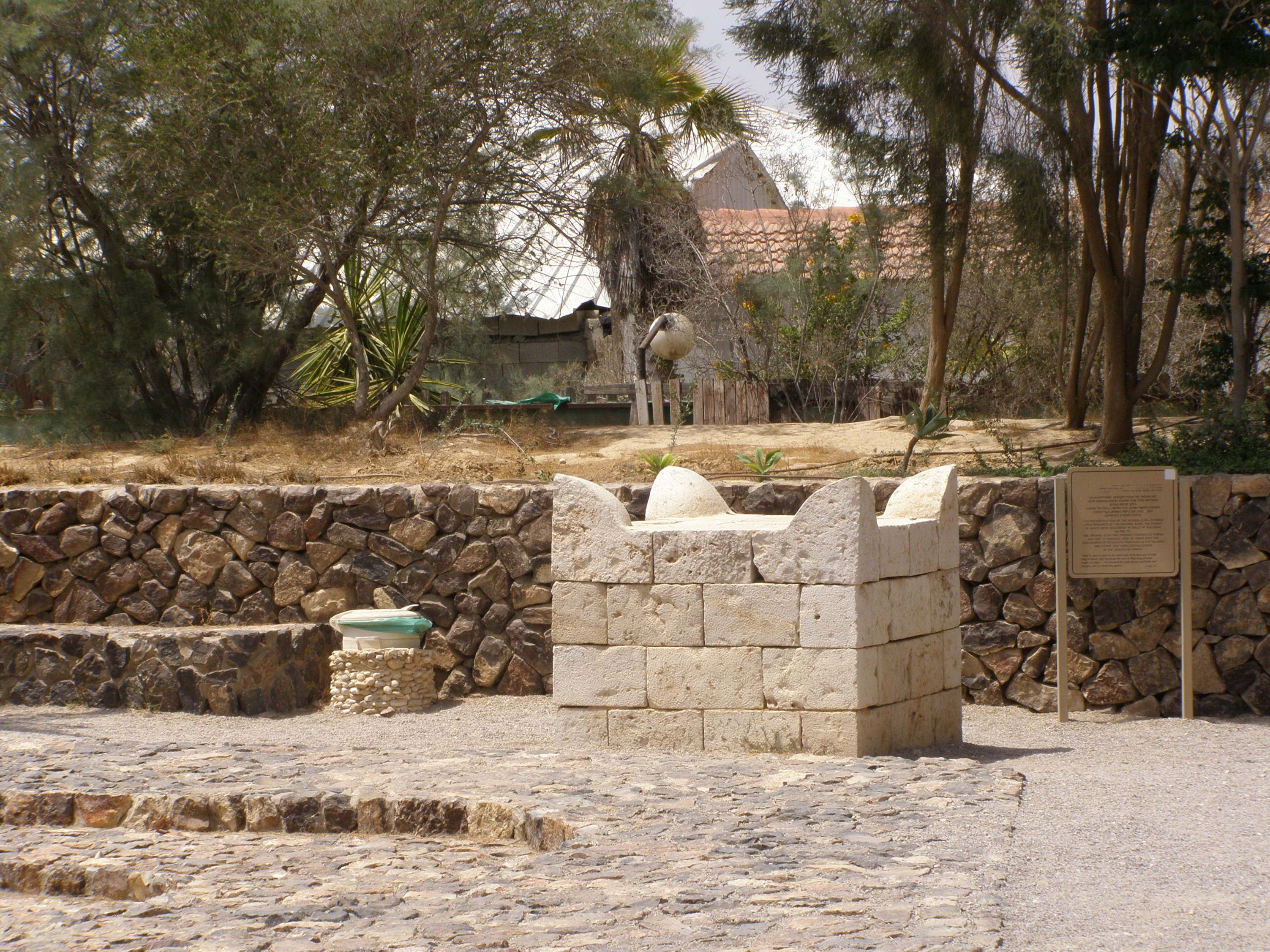
Rekonstrukce obětního oltáře